# George Harrison (Nintendo)
George Harrison var vicepræsident for markedsføring og kommunikation på Nintendos amerikanske afdeling, som han forlod i slutningen af december 2007

## Nintendo
Harrison tiltrådte virksomheden i marts 1992 direktør for reklamer og kampagner. I juli 1993 blev Harrison forfremmet til stillingen som direktør for markedsføring og kommunikation. Harrisons seneste forfremmelse var i 2001. 
I juni 2007 gik der rygter om at han havde fratrådt Nintendo, hvilket sandsynligvis skyldtes at han ikke ønskede at flytte sin familie fra Washington til San Francisco eller New York, hvor Nintendo bevæger deres markedsføring i juli. Men Nintendo svarede den 8. juni at dette rygte ikke var mere end »spekulation« og har nægtet at kommentere sagen yderligere siden. I et E3 interview med Harrison af online-siden GameDaily BIZ, spurgte de om rygtet var sandt. Som svar anførte Harrison, at selv om han ville foretrække "ikke at svare", er han "involveret i at gøre overgangen sker, fordi Reggie's præsident og vil forblive i Redmond, og får vi i gang med en stor rekruttering indsats, for ikke overraskende, en række mennesker ikke vil gøre i bevægelse. Så i september kommer I til at arbejde længe og hårdt i San Francisco åbner kontor og forhåbentlig indbydende og orientere nye medarbejdere. " 
14. september 2007 bekræftede Harrison rygterne til Reuters ved at sige via telefon "jeg har bekræftet, at alle medarbejdere, at jeg vil forlade i slutningen af december, og vælge ikke at flytte til Californien".[kilde mangler]